# 阿蒙·约翰逊
阿蒙·德肖恩·约翰逊（英語：Armon Deshawn Johnson，1989年2月23日—），美国NBA联盟职业篮球运动员。他在2010年的NBA选秀中第2轮第34顺位被波特兰开拓者选中。